# ライカンゲル

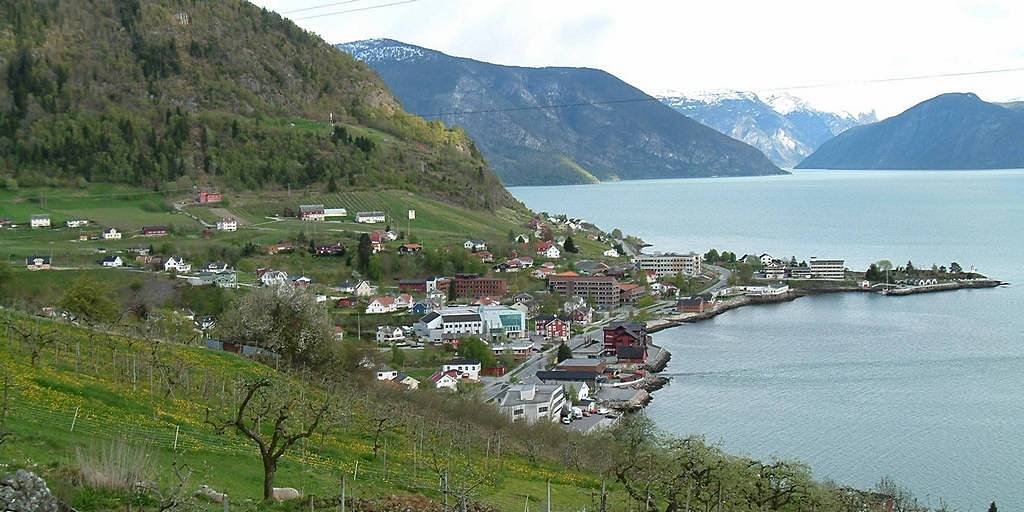
Hermansverk part of Leikanger municipality

ライカンゲルの紋章

ライカンゲルの位置（2020年まで）

ライカンゲル （Leikanger [læɪˈkɑŋər] ( 音声ファイル)）は、ノルウェー、ヴェストラン県ソグンダールの町。2020年1月1日にソグンダールへ編入されるまでは独立した基礎自治体であった。基礎自治体時代の面積180平方キロメートル、人口2,199人（2006年）。

## 名前の由来
ノース語で古い農場Leikvangirにちなむ。最初の教会が建てられた場所である。leikrはスポーツや運動を、vangrは草地のことである。1889年までLekangerというつづりだった。

## 紋章
1963年から使用されている。リンゴの木が表されている。

## 姉妹都市
- リーベ（基礎自治体エスビャウの一部）, デンマーク